# 裴雪涛
裴雪涛（1962年5月20日—），男，汉族，云南昆明人，中国实验血液学专家，现任军事医学科学院野战输血研究所所长。